# Dance4life
Dance4life – piosenka nagrana przez DJ-a Tiësto i Maxi Jazza z grupy Faithless.
Od maja 2006 Tiësto jest właścicielem fundacji Dance4Life. Jest to organizacja działająca w Holandii, której celem jest podniesienie świadomości nastolatków, jakie konsekwencje pociąga za sobą zarażenie się wirusem HIV. Kofi Annan, Sekretarz Generalny Organizacji Narodów Zjednoczonych, wypowiedział się o utworze w następujący sposób: Dance4Life jest wspaniałym przykładem tego, jak talent i siła młodych ludzi może pomóc nam w walce.

## Pozycje na listach przebojów
Piosenka zadebiutowała na 21. miejscu na holenderskiej liście przebojów i po pięciu tygodniach znalazła się na miejscu 3. Utrzymywała się w pierwszej dziesiątce przez 11 tygodni.
| Lista przebojów (2006)      | Miejsce |
| --------------------------- | ------- |
| Holenderska Lista Przebojów | 3       |
| Belgijska Lista Przebojów   | 5       |
| Lista Przebojów Kanady      | 9       |
| Fińska Lista Przebojów      | 10      |
| Brytyjska Lista Przebojów   | 67      |
| Niemiecka Lista Przebojów   | 74      |